# Ratko Rudić
Pour les articles homonymes, voir Ratko.

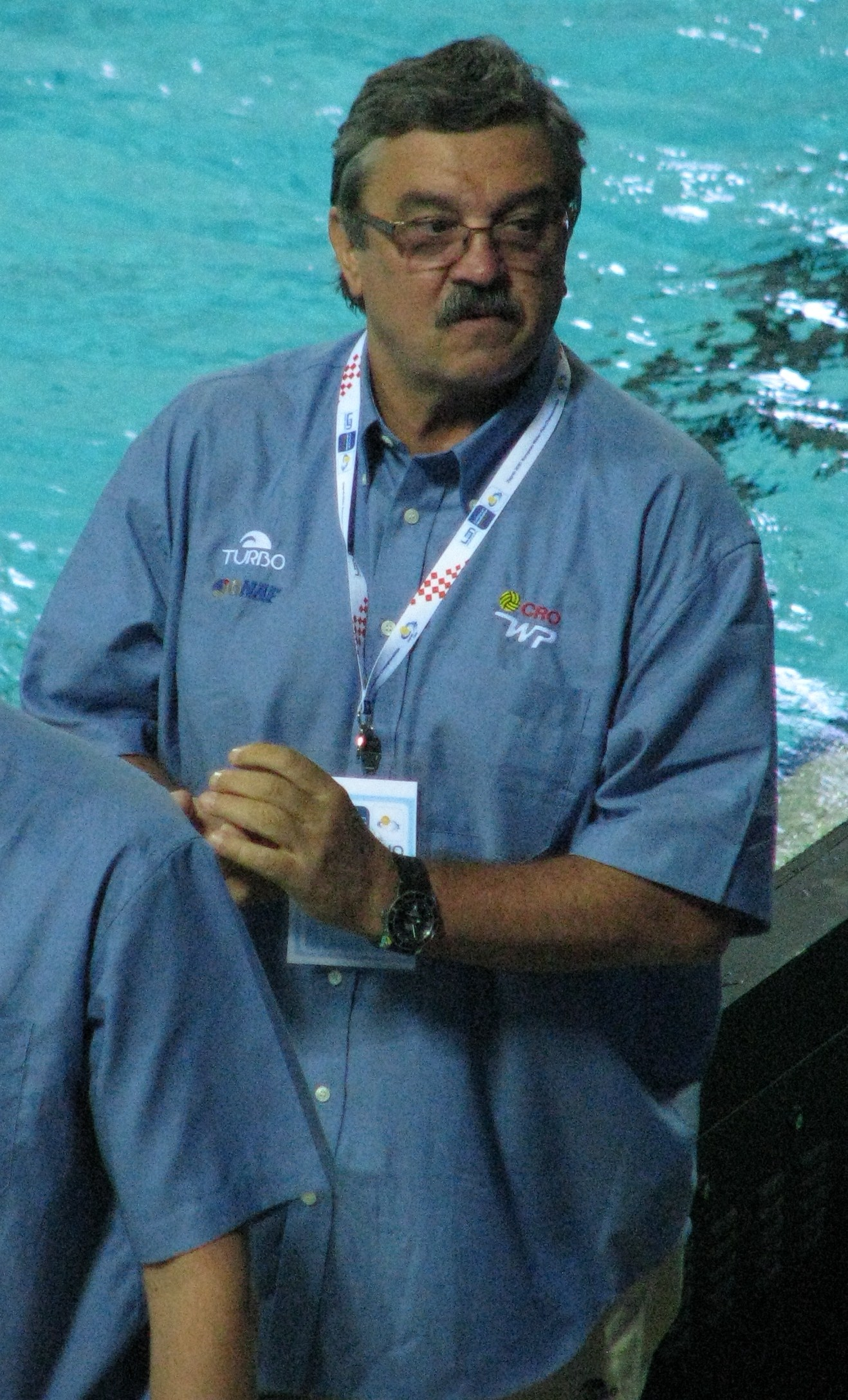
Ratko Rudić en 2010.

Ratko Rudić (né le 7 juin 1948 à Belgrade) est un joueur puis entraîneur yougoslave puis croate de water-polo. Il est médaillé d’or à plusieurs reprises au cours de sa carrière d’entraîneur d’équipes nationales. De décembre 2004 à septembre 2012, il est le sélectionneur de l'équipe masculine de Croatie.

## Biographie
Fils d’un officier, il vit sa jeunesse dans plusieurs villes de Croatie. Il commence la natation et le water-polo à Zadar, puis avec le Vaterpolski klub Jadran à Split où son père est muté en 1963. Il y reste huit ans malgré une parenthèse au VK Medveščak quand sa famille s'installe à Zagreb. Cependant, les trajets entre Split, Zagreb et les lieux d’entraînement des équipes nationales junior puis sénior, le conduisent à choisir d’intégrer le Vaterpolo klub Partizan, à Belgrade, de 1971 à 1990.
Au début des années 1980, il commence une carrière d'entraîneur. En dirigeant l’équipe masculine de Yougoslavie, il reçoit le surnom de « tyran » à cause de la discipline et de la longueur des entraînements qu'il impose à ses joueurs. Dès 1984, l'équipe gagne la médaille d’or aux Jeux olympiques d’été de Los Angeles, titre confirmé au championnat du monde de 1986 et aux Jeux de 1988.
En 1990, il rejoint la sélection italienne et remporte les Jeux olympiques de 1992 et le championnat du monde de 1994.
Il s'installe en Californie pendant la première moitié des années 2000 où il devient un des entraîneurs de la sélection nationale.
En décembre 2004, il est nommé sélectionneur de l’équipe de Croatie. Après huit saisons et la médaille d’or aux Jeux olympiques d’été de 2012, il démissionne de ce poste en septembre 2012

## Palmarès en tant que joueur

### En équipe nationale de Yougoslavie
- Médaille d’argent aux Jeux olympiques d'été de 1980.

## Palmarès en tant qu'entraîneur
Avec l’équipe masculine de Yougoslavie :
- médaille d’or aux Jeux olympiques d'été de 1984 ;
- champion du monde en 1986 ;
- médaille d’or aux Jeux olympiques d'été de 1988.

Avec l’équipe masculine d’Italie :
- médaille d’or aux Jeux olympiques d’été de 1992 ;
- champion du monde en 1994.

Avec l’équipe de Croatie :
- champion du monde en 2007 ;
- 3e au championnat du monde de 2009 ;
- 2e de la Coupe du monde 2010 ;
- 3e au championnat du monde de 2011 ;
- 1er en Ligue mondiale en 2012 ;
- médaille d’or aux Jeux olympiques d'été de 2012.